# Henri Horward
Henri Florent Hubert Horward (Olne, 12 september 1906 - 4 november 1993) was een Belgisch volksvertegenwoordiger.

## Levensloop
Gepromoveerd tot doctor in de rechten vestigde hij zich als advocaat in Verviers, waar hij nauwe banden ontwikkelde met de middenstandsorganisaties.
In deze stad waar een sterke groep rexisten aanwezig was, werd hij in 1936 en in 1939 verkozen tot Belgisch volksvertegenwoordiger voor Rex.
In mei 1940 werd hij niet, zoals sommige rexisten (Léon Degrelle in de eerste plaats), als staatsgevaarlijk gearresteerd en naar Frankrijk gevoerd. Integendeel, hij trok als enige rexist mee met de andere parlementsleden naar Limoges en nam er deel aan de bijeenkomst waarop de capitulatie en de houding van koning Leopold III werden besproken. Horward stemde met de meerderheid. Tijdens de oorlog hield hij zich ver van elke collaboratie en meende dan ook dat hij na de oorlog gerechtigd was om zijn zetel in het parlement weer in te nemen. Er werd hem toen meegedeeld dat hij er verstandiger aan deed zich niet meer in het parlement te vertonen.